# شيوة جو
شيوة جو هي قرية في مقاطعة سردشت، إيران. يقدر عدد سكانها بـ 85 نسمة بحسب إحصاء 2016.